# Đường sắt nhẹ

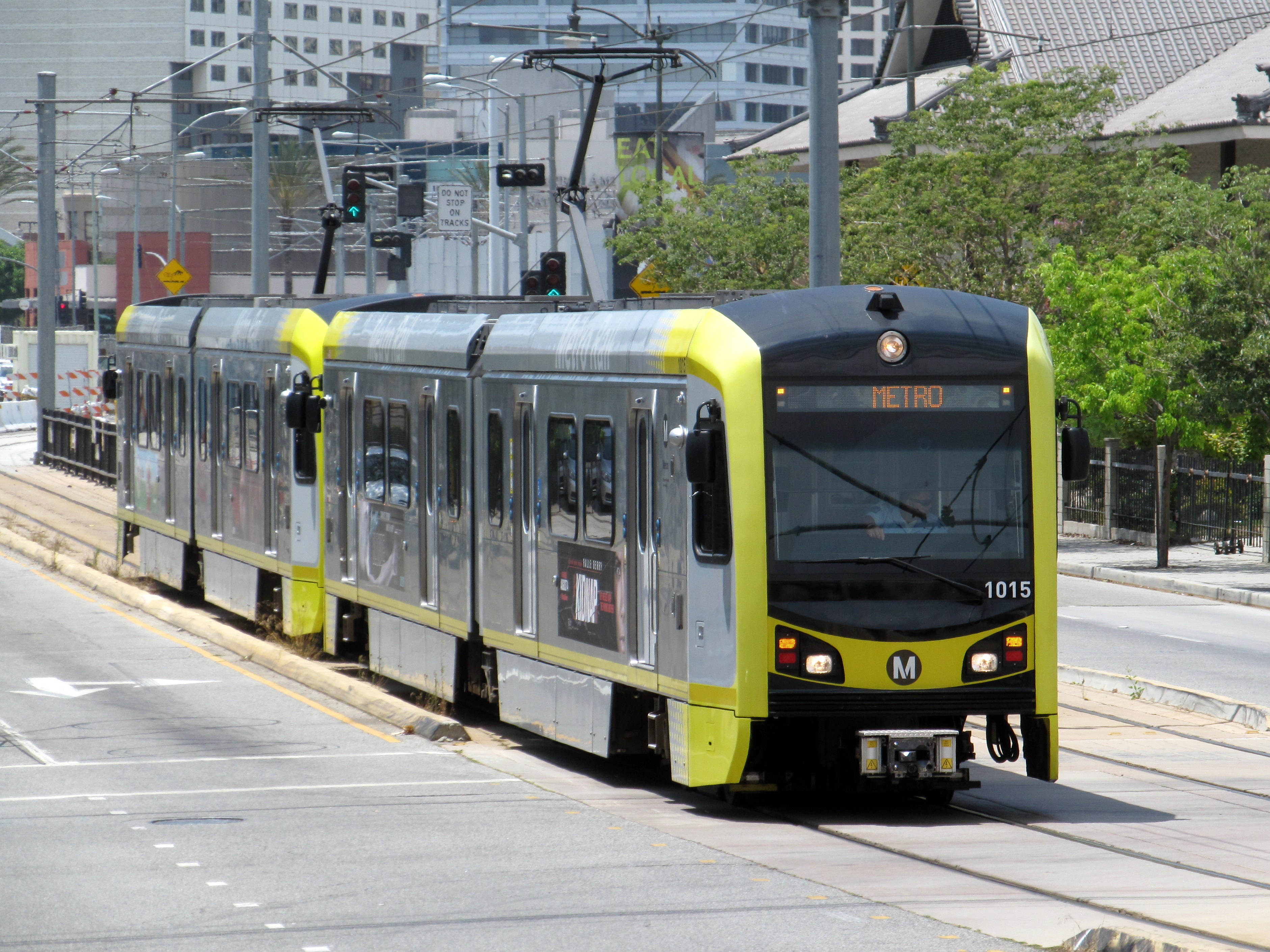
Tại Los Angeles, quá trình mở rộng hệ thống giao thông công cộng được thúc đẩy phần lớn nhờ đường sắt nhẹ.

Đường sắt nhẹ (tiếng Anh: light rail hoặc light rail transit, viết tắt thành LRT) là một loại hình đường sắt đô thị chở khách sử dụng đầu máy toa xe bắt nguồn từ công nghệ xe điện mặt đất đồng thời cũng sở hữu một số đặc điểm của các hệ thống metro.
Thuật ngữ light rail được bắt nguồn tại Hoa Kỳ vào năm 1972 như một cách gọi trong tiếng Anh tương đương với từ tiếng Đức Stadtbahn, nghĩa là "đường sắt thành phố". Mỗi quốc gia tồn tại các định nghĩa khác nhau, nhưng tại Hoa Kỳ, đường sắt nhẹ hoạt động chủ yếu trên phần đường riêng biệt và sử dụng các toa tàu đơn lẻ hoặc nhiều toa kết hợp, với công suất và tốc độ thấp hơn một hệ thống đường sắt nặng chở khách đường dài hoặc hệ thống metro/tàu điện ngầm.
Trong những định nghĩa cụ thể, đường sắt nhẹ sử dụng đầu máy toa xe tương tự như xe điện mặt đất truyền thống, nhưng hoạt động với công suất và tốc độ cao hơn, thường là trên phần đường riêng biệt. Trong những trường hợp rộng hơn, nó bao gồm một số hoạt động vận hành tương tự như xe điện mặt đất chủ yếu trên đường phố. Một số mạng lưới đường sắt nhẹ có những tính chất gần với metro hơn, thậm chí là cả đường sắt ngoại ô, nhưng chỉ khi những hệ thống này được phân mức hoàn toàn thì chúng mới được gọi là metro nhẹ.

## Định nghĩa
Thuật ngữ light rail trong tiếng Anh được giới thiệu vào năm 1972 bởi Cục Giao thông Đại chúng Đô thị Hoa Kỳ (UMTA; cơ quan tiền thân của Cục Giao thông công cộng Liên bang) nhằm mô tả những sự biến đổi mới tới hệ thống xe điện mặt đất đã và đang diễn ra tại châu Âu và Hoa Kỳ. Tại Đức, thuật ngữ Stadtbahn (cần phân biệt với S-Bahn là cách gọi tắt của Stadtschnellbahn) được dùng để mô tả khái niệm này, và nhiều thành viên của UMTA muốn tiếp nhận cách dịch trực tiếp city rail (đường sắt thành phố) của thuật ngữ này (tên gọi by bane trong tiếng Na Uy cũng có ý nghĩa tương tự). Tuy nhiên, UMTA cuối cùng đã chấp thuận tên gọi light rail. Từ light (nhẹ) trong ngữ cảnh này được sử dụng với ý nghĩa "thiết kế với tải trọng nhẹ và di chuyển nhanh", thay vì chỉ tới trọng lượng vật lý của phương tiện. Vốn đầu tư cơ sở vật chất cũng thường ở mức thấp hơn so với hệ thống đường sắt nặng.
Hiệp hội Giao thông Công cộng Mỹ (APTA), trong Danh mục Thuật ngữ Giao thông công cộng của mình, định nghĩa đường sắt nhẹ là: 
...một loại hình dịch vụ vận tải (còn gọi là streetcar, tramway, hoặc trolley [xe điện mặt đất]) vận hành các phương tiện đường sắt đơn lẻ (hoặc nói tóm lại là các đoàn tàu thường dài 2 hoặc 3 toa) trên đường ray cố định, với phần đường thường được tách biệt một phần hoặc phần lớn khỏi các phương tiên khác. Các phương tiện đường sắt nhẹ thường chạy bằng điện lấy từ đường dây điện trên cao thông qua cần [trolley pole] hoặc khung lấy điện [pantograph]; được lái bằng một nhân viên vận hành có mặt trên phương tiện; và có thể cho phép hành khách lên xuống từ ke ga cao hoặc từ bậc thấp bằng bậc thang."
Tuy nhiên, một số hệ thống chạy bằng diesel vẫn được gọi là đường sắt nhẹ, ví dụ như Tuyến Trillium của O-Train tại Ottawa, Ontario, Canada, Tuyến River tại New Jersey, Hoa Kỳ, và Sprinter tại California, Hoa Kỳ, tất cả đều sử dụng tàu diesel động lực phân tán (DMU).
Cần phân biệt light rail với thuật ngữ light railway trong tiếng Anh Anh, được sử dụng từ lâu để phân biệt các hoạt động đường sắt diễn ra dưới những quy tắc lỏng lẻo hơn, sử dụng trang thiết bị nhỏ nhẹ hơn, và có tốc độ thấp hơn so với đường sắt chính tuyến. Light rail là một cụm từ tiếng Anh quốc tế chung để chỉ các loại hình hệ thống đường sắt sử dụng xe điện mặt đất hiện đại, có ý nghĩa khá tương đồng nhau tại các nước nói tiếng Anh. Các hệ thống light rail có quy mô đa dạng từ các xe điện mặt đất chạy trên đường phố cùng các phương tiện khác, cho tới các hệ thống bán metro với những đoạn đường ray phân mức.
Các hệ thống vận chuyển hành khách tự động (people mover) còn "nhẹ hơn" nếu xét về công suất chuyên chở. Monorail là một công nghệ riêng biệt, thành công trong việc cung cấp các dịch vụ chuyên biệt hơn là đóng vai trò vận chuyển hành khách thường xuyên.

## Lịch sử

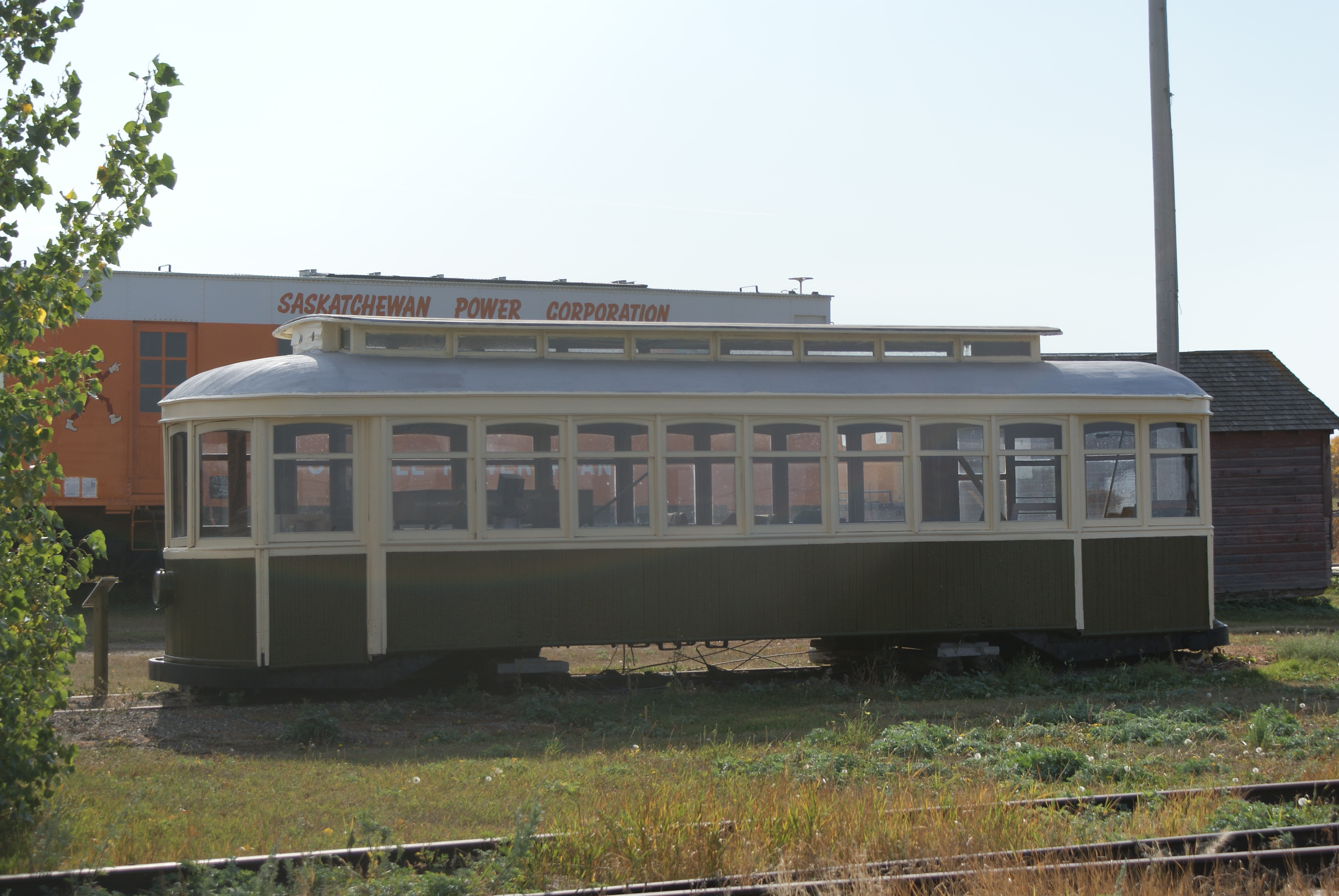
Mẫu xe điện mặt đất do Công ty Preston Car chế tạo tại Ontario

Mẫu xe điện mặt đất đầu tiên trên thế giới hoạt động tại Sestroretsk, gần Sankt-Peterburg, Nga, được sáng chế và vận hành thử nghiệm bởi Fyodor Pirotsky vào năm 1880. Tuyến xe điện mặt đất đầu tiên là xe điện mặt đất Gross-Lichterfelde tại Lichterfelde gần thủ đô Berlin của Đức, mở cửa vào năm 1881. Nó được xây dựng bởi Werner von Siemens, người mà trước đó đã liên lạc tới Pirotsky. Ban đầu tuyến xe điện này lấy điện từ các thanh ray, sau đó các đường dây trên cao đã được lắp đặt vào năm 1883. Hệ thống interurban đầu tiên xuất hiện tại Hoa Kỳ là tuyến Đường sắt trên phố Newark và Granville tại Ohio, được khai trương vào năm 1889. Một ví dụ đầu tiên về khái niệm đường sắt nhẹ là hệ thống "Shaker Heights Rapid Transit" bắt đầu từ những năm 1920, được cải tạo vào các năm 1980-81 và nay là một phần của hệ thống RTA Rapid Transit.

### Thời hậu chiến
Nhiều hệ thống xe điện mặt đất tại Anh Quốc, Hoa Kỳ và các quốc gia khác đã bị dỡ bỏ từ những năm 1950 khi những hỗ trợ cho xe hơi được tăng cường. Nước Anh đã từ bỏ các hệ thống xe điện của mình, ngoại trừ tại Blackpool, với việc đóng cửa hệ thống xe điện tại Glasgow (một trong những hệ thống xe điện lớn nhất châu Âu) vào năm 1962.

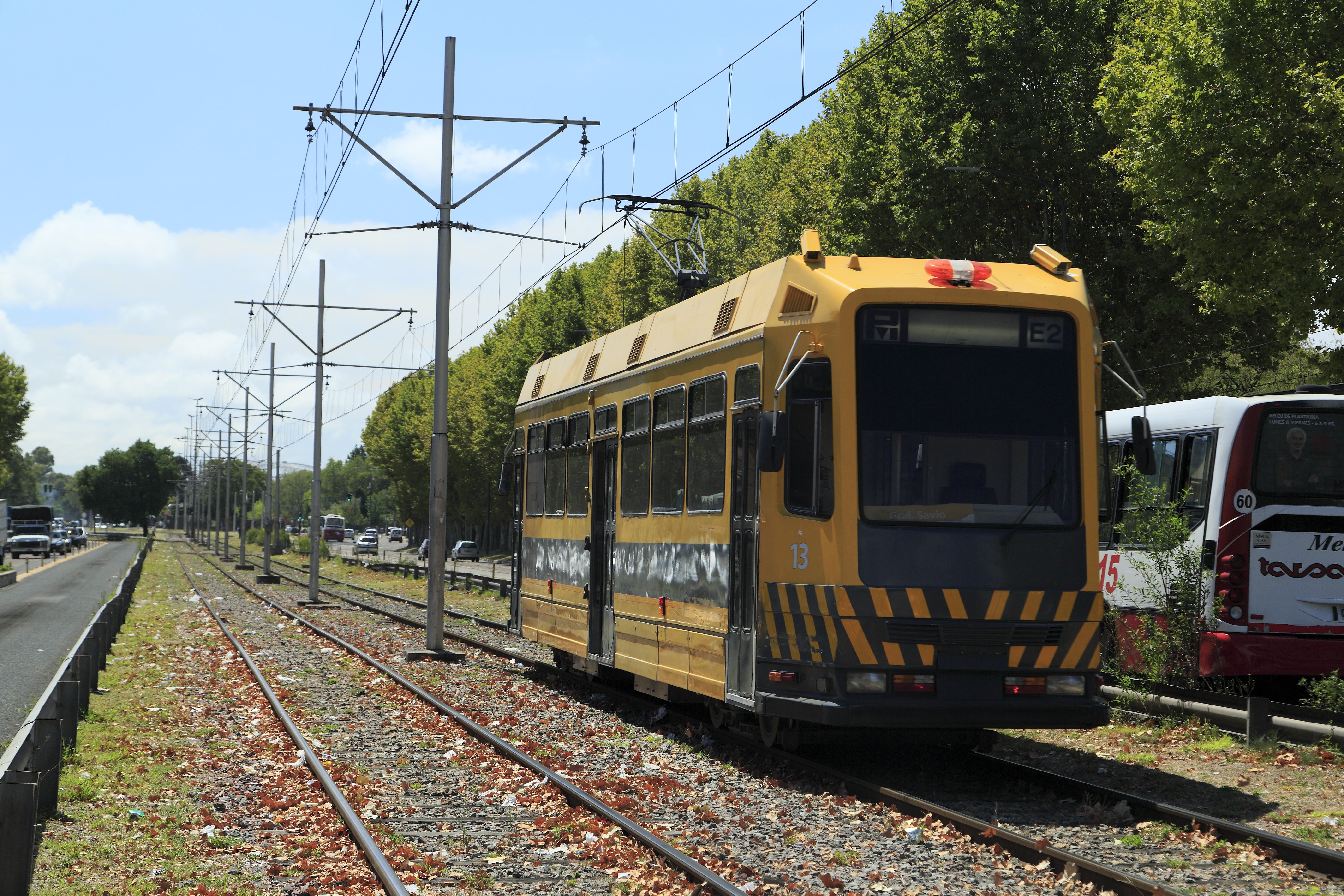
Hệ thống Buenos Aires Premetro, được xây dựng vào năm 1987

### Phát triển
Mặc dù một số hệ thống xe điện mặt đất tiếp tục hoạt động tại San Francisco và nhiều nơi khác, thuật ngữ "đường sắt nhẹ" bắt đầu được sử dụng để chỉ một loại hình vận tải đường sắt khác, khi mà công nghệ đường sắt nhẹ hiện đại chủ yếu bắt nguồn từ Tây Đức sau Chiến tranh thế giới thứ hai. Boeing Vertol từng cố gắng giới thiệu một mẫu phương tiện đường sắt nhẹ mới tại Mỹ vào thập niên 1970, nhưng đã không thành công về mặt kỹ thuật và dự án đã bị hủy bỏ trước thập niên tiếp theo. Sau Thế chiến II, người Đức đã giữ lại nhiều mạng lưới xe điện mặt đất và phát triển chúng thành các hệ thống đường sắt nhẹ kiểu mẫu (Stadtbahnen). Ngoại trừ Hamburg, tất cả các thành phố lớn và hầu hết các thành phố trung bình tại Đức đều duy trì những mạng lưới đường sắt nhẹ.
Khái niệm về một "đường xe điện giới hạn" (limited tramway) được nhà quy hoạch giao thông Mỹ H. Dean Quinby đề xuất vào năm 1962. Quinby đã đưa ra những đặc điểm sau nhằm phân biệt khái niệm vận tải đường sắt mới này với các hệ thống xe điện mặt đất truyền thống khác:
- có sức chứa nhiều hành khách hơn
- hoạt động với mẫu phương tiện "ba đoạn, có khớp nối"
- có nhiều cửa hơn để tận dụng tối đa không gian
- vận hành nhanh hơn và ít tiếng ồn hơn

Thuật ngữ light rail transit xuất hiện tại Bắc Mỹ vào năm 1972 để mô tả khái niệm vận tải đường sắt mới này. Trước thời điểm đó, cách viết tắt "LRT" được dùng để chỉ "Light Rapid Transit" và "Light Rail Rapid Transit".
Hệ thống đường sắt nhẹ mới đầu tiên tại Bắc Mỹ bắt đầu hoạt động vào năm 1978 khi thành phố Edmonton, Alberta, Canada triển khai hệ thống Siemens-Duewag U2, sau đó ba năm là Calgary, Alberta và San Diego, California. Ý tưởng này nhanh chóng trở nên phổ biến với nhiều hệ thống đường sắt nhẹ hiện đang hoạt động tại Hoa Kỳ và Bắc Mỹ.
Tại Anh, các hệ thống đường sắt nhẹ hiện đại bắt đầu xuất hiện vào thập niên 1980, khởi đầu là hệ thống Tàu điện ngầm Tyne và Wear vào năm 1980 và tiếp sau đó là Docklands Light Railway (DLR) ở London vào năm 1987. Mọi thứ được tiếp diễn vào thập niên 1990 với việc mở cửa các hệ thống Manchester Metrolink vào năm 1992 và Sheffield Supertram vào năm 1994.

## Các loại
Do không có sự thống nhất giữa các định nghĩa, việc phân biệt đường sắt nhẹ với các loại hình đường sắt đô thị và ngoại ô khác có thể trở nên khó khăn. Một hệ thống được gọi là đường sắt nhẹ tại thành phố này có thể được coi là xe điện mặt đất ở một thành phố khác. Ngược lại, một số tuyến được gọi là "đường sắt nhẹ" có thể rất tương đồng với metro/tàu điện ngầm; trong những năm gần đây, những thuật ngữ mới như metro nhẹ đã được sử dụng để mô tả các hệ thống công suất trung bình như vậy. Một số hệ thống "đường sắt nhẹ", ví dụ như Sprinter, có rất ít sự tương đồng với đường sắt chạy trong đô thị, và có thể được phân loại là đường sắt ngoại ô, thậm chí là đường sắt liên thành phố. Tại Hoa Kỳ, "đường sắt nhẹ" đã trở thành một tên gọi chung để mô tả nhiều loại hình đường sắt chở khách.
Hành lang đường sắt nhẹ có thể bao gồm các dạng tách biệt hoàn toàn, phần đường riêng biệt trên đường phố, phần đường chung với các phương tiện khác, chung với các loại hình giao thông công cộng khác hoặc chung với người đi bộ.

### Công suất thấp
Sự khác biệt giữa các hệ thống đường sát nhẹ sàn thấp và xe điện mặt đất là khó phân biệt nhất. Hai công nghệ trên có nhiều điểm trùng lặp đáng kể; chúng có thể sử dụng các đầu máy toa xe tương tự nhau, và nhiều nơi thường phân loại xe điện mặt đất là một thể loại con của đường sắt nhẹ thay vì là một loại hình giao thông riêng biệt. Tuy vậy, một số điểm khác nhau vẫn có thể được chỉ ra, mặc dù các hệ thống này có thể kết hợp những yếu tố từ cả hai công nghệ.

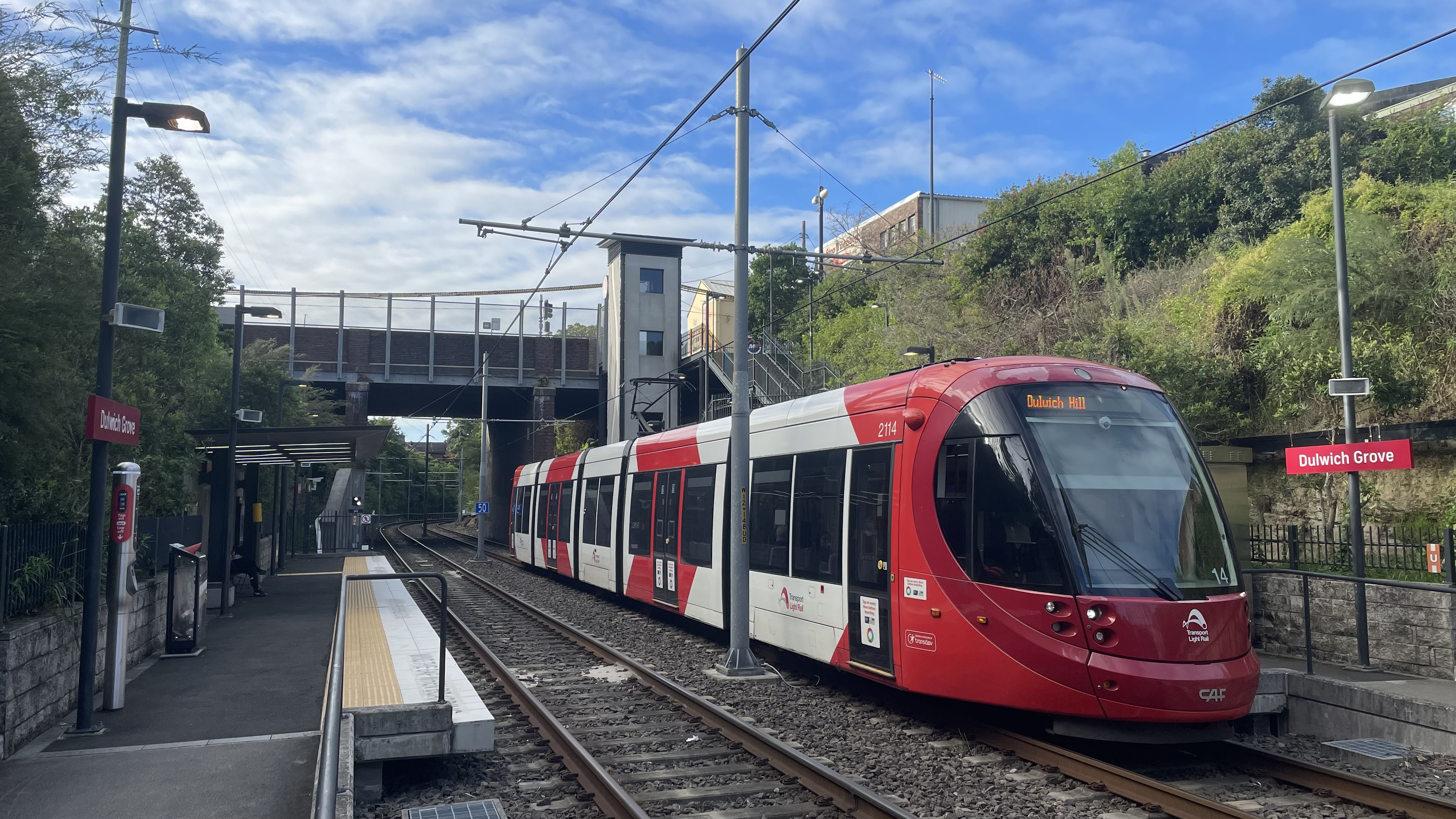
Hệ thống Đường sắt nhẹ Inner West tại Sydney chạy trên đường ray riêng biệt, chủ yếu dọc theo hành lang của một tuyến đường sắt nặng trước đây.

Các tuyến đường sắt nhẹ sàn thấp thường đi theo phần đường riêng biệt, các đoàn tàu được ưu tiên khi qua giao lộ và thường không chạy hỗn hợp với các phương tiện khác, cho phép vận hành ở tốc độ cao hơn. Các tuyến đường sắt nhẹ thường có chiều dài lớn hơn và ít thường xuyên gặp phải điểm dừng hơn so với xe điện mặt đất. Các đoàn tàu đường sắt nhẹ thường được ghép từ 2 đến 4 toa.

### Công suất cao

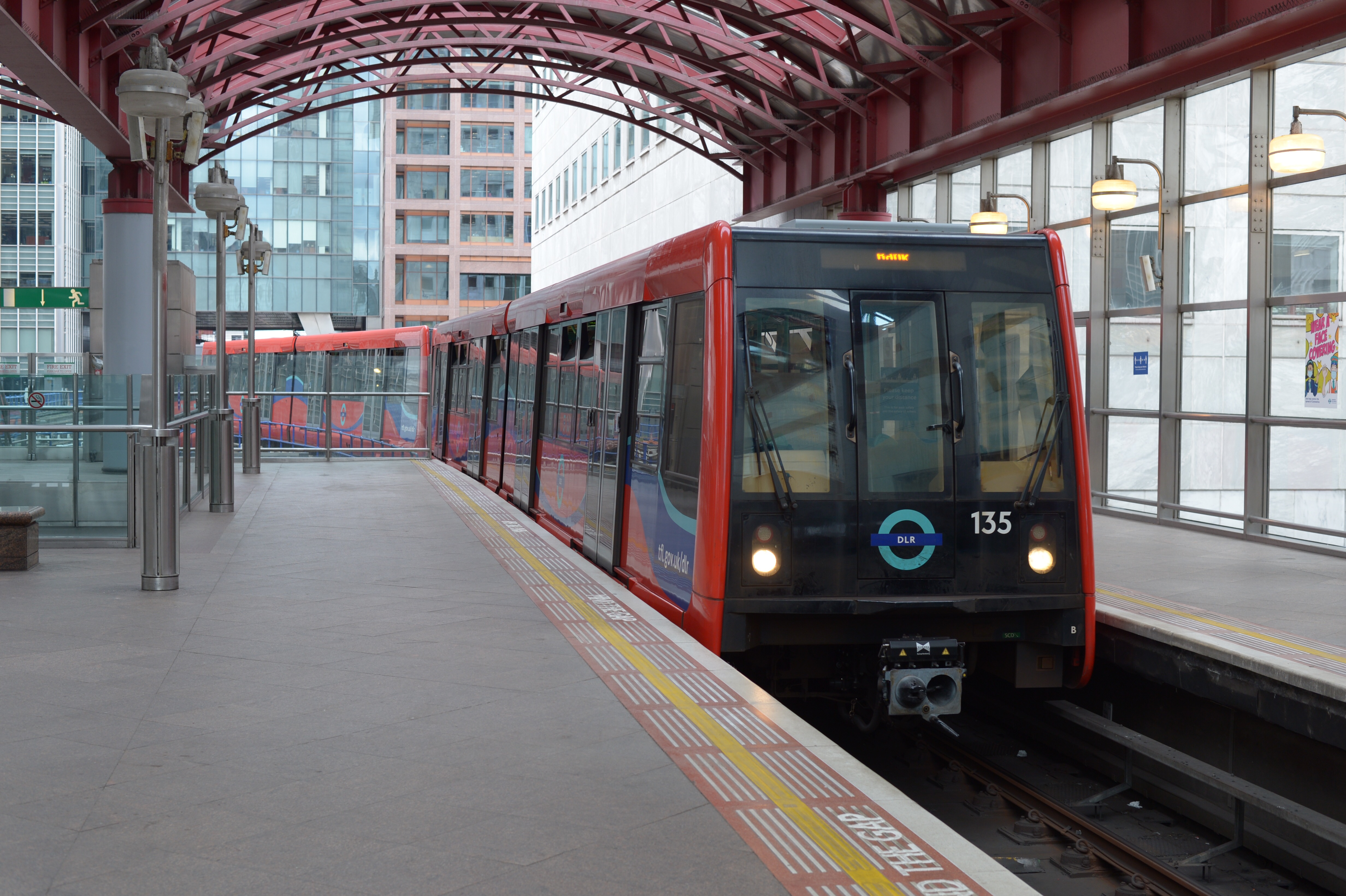
Docklands Light Railway, một hệ thống đường sắt công suất trung bình

Các hệ thống đường sắt nhẹ cũng có thể mang những đặc điểm của đường sắt nặng, trong đó có thể bao gồm những đoạn chạy ngầm ở trung tâm thành phố, như tại San Francisco và Seattle. Đường sắt nhẹ được thiết kế nhằm lấp đầy khoảng trống vận tải liên đô thị giữa các dịch vụ đường sắt nặng và xe buýt, chuyên chở số lượng lớn hành khách nhanh hơn xe buýt địa phương và rẻ hơn đường sắt nặng. Nó phục vụ những khu vực mà đường sắt nặng không thể tiếp cận. Các hệ thống metro nhẹ có thể coi là sự kết hợp của đường sắt nhẹ và metro.
Đoàn tàu metro có kích cỡ lớn hơn và tốc độ nhanh hơn đoàn tàu đường sắt nhẹ, đồng thời các điểm dừng metro cũng được đặt cách xa nhau hơn.

### Các hệ thống hỗn hợp
Nhiều hệ thống mang những đặc điểm rất đa dạng. Nếu được thiết kế với kỹ thuật phù hợp, một tuyến đường sắt có thể chạy dọc đường phố, sau đó đi ngầm dưới lòng đất, rồi lại chạy tiếp trên cầu vượt cạn. Ví dụ, tuyến "đường sắt nhẹ" A của hệ thống Đường sắt đô thị Los Angeles có những đoạn đường có thể được mô tả là xe điện mặt đất, metro nhẹ, hay metro. Điều này diễn ra rất phổ biến tại Hoa Kỳ, nơi không thực sự tồn tại một khái niệm phổ biến phân biệt rõ ràng giữa các loại hình vận tải đường sắt đô thị khác nhau này. Việc phát triển công nghệ xe điện mặt đất sàn thấp và không cần dây dẫn trên cao làm giảm đáng kể yêu cầu chiều cao tĩnh không so với tàu đường sắt nhẹ thông thường, cho phép những hệ thống hỗn hợp như vậy có thể được xây dựng với các đoạn đi ngầm ngắn, độ sâu thấp bên dưới các giao lộ quan trọng.

### Tốc độ và tần suất dừng

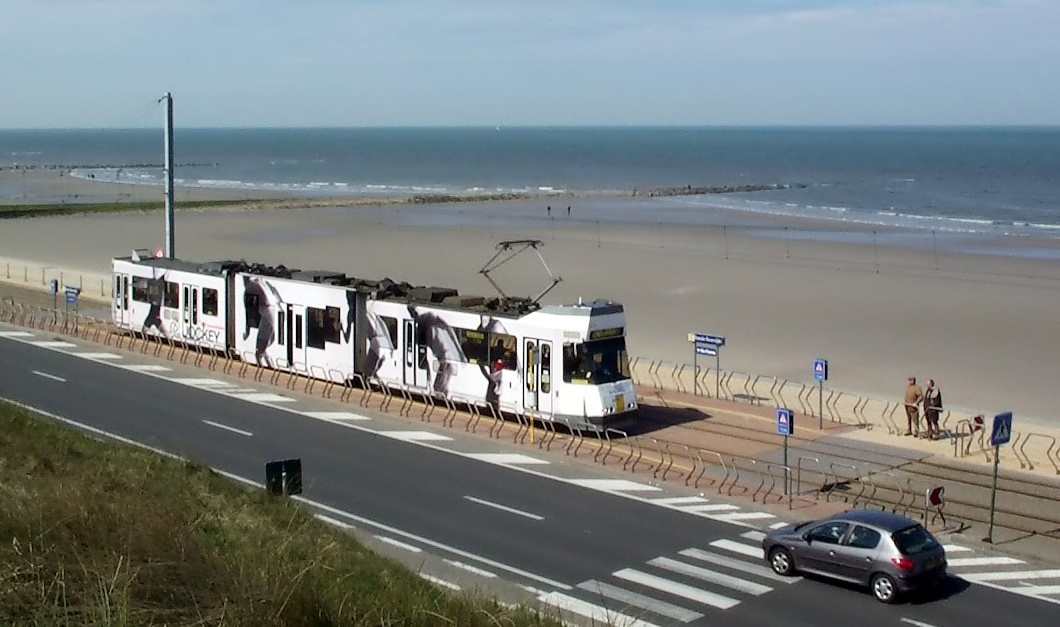
Tuyến Xe điện mặt đất Ven biển có chiều dài gần 70 km và kết nối nhiều trung tâm thị trấn tại Bỉ.

Dưới đây là bảng tốc độ tham khảo của các hệ thống đường sắt nhẹ lớn, tính cả thời gian dừng tại các ga.
| Hệ thống                     | Vận tốc trung bình (mph) | Vận tốc trung bình (km/h) |
| ---------------------------- | ------------------------ | ------------------------- |
| Baltimore                    | 24                       | 39                        |
| Dallas (Tuyến Đỏ)            | 21                       | 34                        |
| Dallas (Tuyến Xanh lam)      | 19                       | 31                        |
| Denver (Alameda-Littleton)   | 38                       | 61                        |
| Denver (Downtown-Littleton)  | 26                       | 42                        |
| Los Angeles (Tuyến Xanh lam) | 24                       | 39                        |
| Los Angeles (Tuyến Xanh lá)  | 38                       | 61                        |
| Thành phố Salt Lake          | 24                       | 39                        |

Tuy nhiên, vận tốc tối đa thấp không phải lúc nào cũng là đặc điểm phân biệt đường sắt nhẹ với các hệ thống khác. Ví dụ, các đoàn tàu đường sắt nhẹ (LRV) Siemens S70 sử dụng tại hệ thống METRORail ở Houston và các hệ thống LRT khác ở Bắc Mỹ có vận tốc tối đa 55–71,5 dặm Anh trên giờ (88,51–115,1 km/h), trong khi các đoàn tàu Montreal Metro chạy hoàn toàn dưới lòng đất chỉ có thể đạt vận tốc tối đa 72 kilômét trên giờ (44,74 mph). Các đoàn tàu đường sắt nhẹ của LACMTA có tốc độ trung bình và tối đa lớn hơn cả tại Montreal Metro hay Tàu điện ngầm Thành phố New York.

### Những yếu tố cần cân nhắc

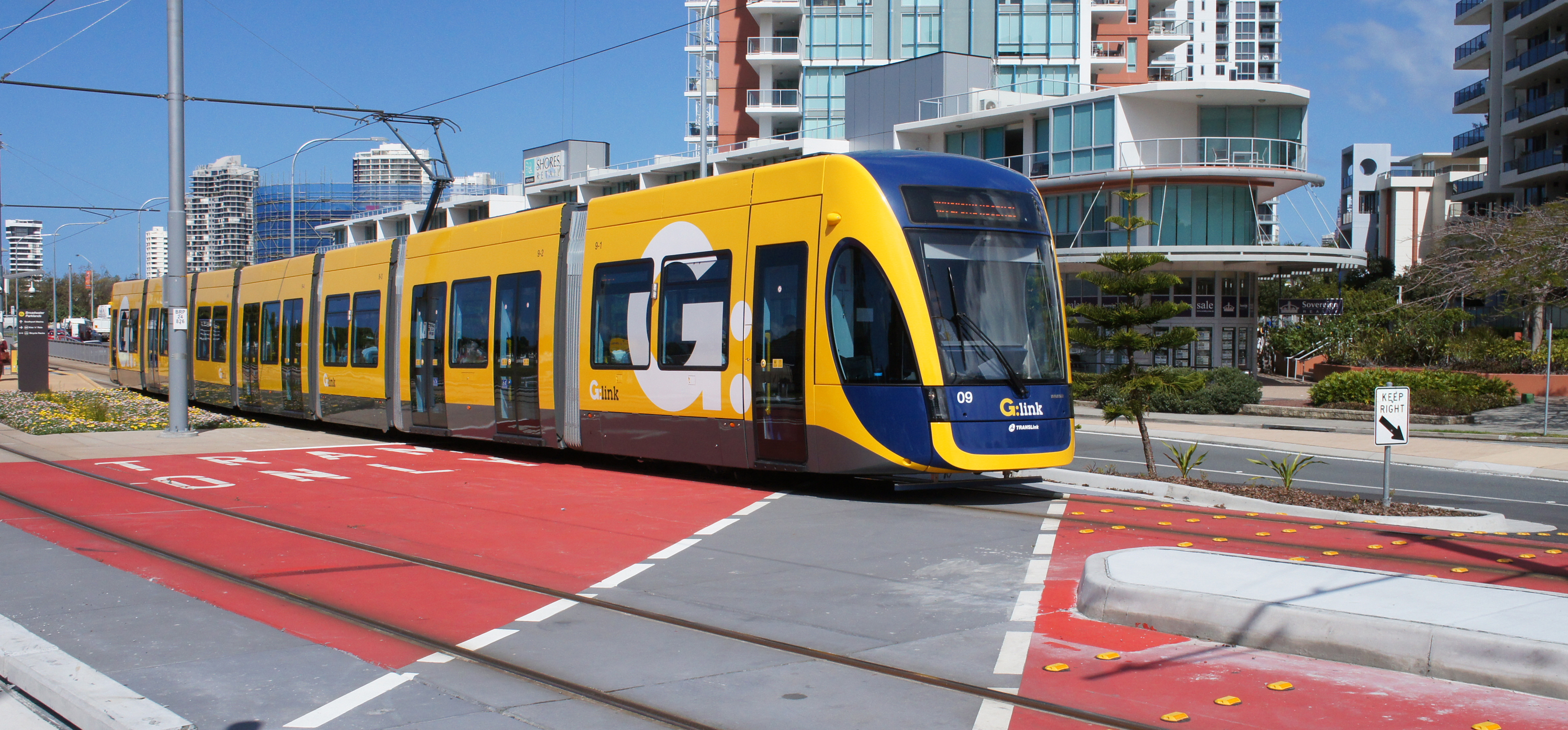
Hệ thống đường sắt nhẹ G:Link tại Gold Coast, Queensland chạy hỗn hợp trên cả phần đường riêng biệt, đi ngầm và giao cắt cùng mức.

Nhiều hệ thống đường sắt nhẹ—kể cả những hệ thống khá cũ—kết hợp cả các đoạn chạy trên và ngoài đường phố. Ở một số nước (đặc biệt là tại châu Âu), chỉ có những hệ thống chạy ngoài đường phố mới được coi là đường sắt nhẹ. Những hệ thống đường sắt chạy trên phần đường hỗn hợp tại các nước này không được coi là đường sắt nhẹ mà được tính là xe điện mặt đất. Tuy nhiên, yêu cầu về một tuyến đường sắt đi "tách biệt" có thể chỉ ở mức khá thấp—đôi khi chỉ cần lắp đặt các "chấm nổi" bằng bê tông trên mặt đường để ngăn các phương tiện cơ giới đi vào đường ray. Một số hệ thống như Link của Seattle có các đoạn chạy hỗn hợp trên đường phố, nhưng không cho phép xe cộ thông thường được đi vào; phần đường sẽ được dùng chung bởi tàu đường sắt nhẹ và xe buýt (tuy nhiên, Link đã chuyển đổi sang tách riêng hoàn toàn phần đường sắt vào năm 2019).
Một số hệ thống như AirTrain JFK tại Thành phố New York, DLR tại London, và Tuyến Kelana Jaya tại Kuala Lumpur, vận hành các đoàn tàu có người điều khiển. Vancouver SkyTrain là một trong những nơi đầu tiên áp dụng vận hành không người lái, trong khi hệ thống Scarborough RT tại Toronto vẫn bố trí người lái tàu mặc dù sử dụng chung mẫu tàu như tại Vancouver. Trong hầu hết các thảo luận và so sánh, những hệ thống chuyên dụng này thường không được coi là đường sắt nhẹ mà là metro nhẹ.

## Biến thể

### Đường sắt nhẹ chạy trên đường sắt chính tuyến

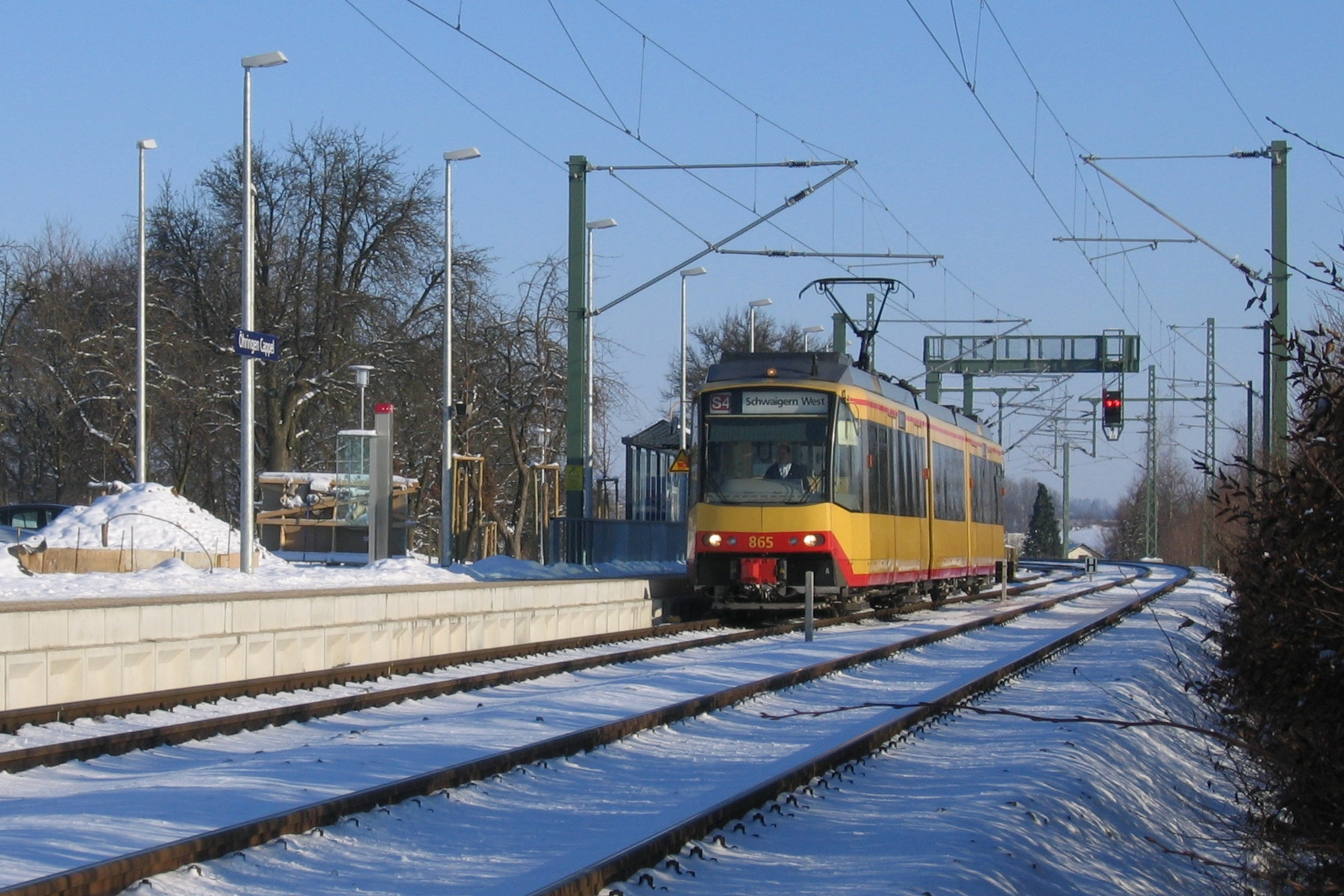
Tại hệ thống Karlsruhe Stadtbahn, xe điện mặt đất đôi khi dùng chung đường ray với tàu đường sắt nặng.

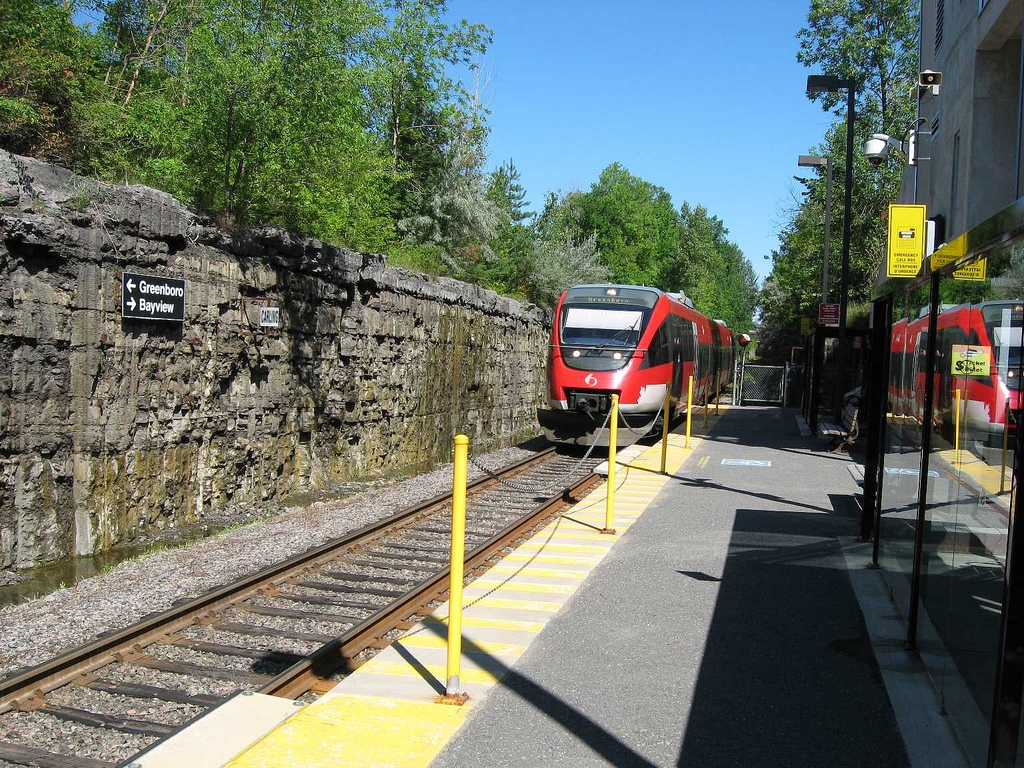
Tuyến Trillium tại Ottawa được xây dựng dọc một tuyến đường sắt chở hàng và vẫn thi thoảng được các đoàn tàu chở hàng qua đêm sử dụng.

Xung quanh các thành phố Karlsruhe, Kassel, và Saarbrücken tại Đức, những đoàn tàu đường sắt nhẹ điện áp kép có một phần đoạn đường sử dụng chung với đường ray chính tuyến, chạy chung đường ray với tàu đường sắt nặng. Tại Hà Lan, ý tưởng này được áp dụng lần đầu tại dự án RijnGouweLijn. Điều này cho phép hành khách có thể di chuyển trực tiếp tới trung tâm thành phố, thay vì phải đi tàu chính tuyến tới nhà ga trung tâm rồi đổi sang xe điện. Tại Pháp, các hệ thống tram-train (tàu hỏa-xe điện kết hợp) tương tự cũng đã được lên kế hoạch trong tương lai cho Paris, Mulhouse, và Strasbourg. Trong một số trường hợp, tram-train còn sử dụng các tuyến đường sắt nhẹ bị bỏ hoang hoặc ít sử dụng. Vào năm 2022, Tây Ban Nha đã khai trương tuyến Cádiz TramBahia, nơi những chiếc xe điện mặt đất dùng chung đường ray với các đoàn tàu ngoại ô và đường dài từ nhà ga chính trong thành phố và sau đó rẽ nhánh để phục vụ những thành phố chưa có kết nối đường sắt.
Một số vấn đề có thể gặp phải với những hệ thống như vậy bao gồm:
- sự tương thích giữa các hệ thống an toàn
- nguồn điện cấp từ ray và điện sử dụng bởi phương tiện (thường là điện áp khác nhau, hoặc hiếm gặp hơn là vấn đề ray thứ ba và đường dây trên cao)
- chiều dài của đoàn tàu so với vị trí ke ga
- chiều cao ke ga

Trong lịch sử đã từng có nhiều hệ thống sử dụng những đoàn tàu mà nay được coi là tàu đường sắt nhẹ trên đường ray đường sắt nặng tại Hoa Kỳ, đặc biệt là với các tuyến interurban. Một ví dụ điển hình là các đoàn tàu Lehigh Valley Transit chạy trên tuyến đường ray cao tốc Philadelphia and Western Railroad (nay là Tuyến Cao tốc Norristown). Cách sắp xếp như vậy gần như là không thể triển khai ở thời điểm hiện tại, bởi Cục Đường sắt Liên bang (FRA) không cho phép (vì lý do an toàn) các toa tàu không tuân thủ quy định của FRA (tức là các đoàn tàu điện ngầm và đường sắt nhẹ) chạy trên cùng đường ray cùng lúc với các toa tàu tuân thủ tiêu chuẩn, trong đó bao gồm các đầu máy và trang thiết bị đường sắt tiêu chuẩn chở khách và chở hàng. Một số ngoại lệ tiêu biểu là Tuyến River của NJ Transit đi từ Camden tới Trenton và hệ thống Capital MetroRail tại Austin; cả hai đều được cho phép ngoại lệ quyền vận hành dịch vụ đường sắt nhẹ vào ban ngày và dịch vụ tàu chở hàng Conrail vào ban đêm, giữa hai khung giờ cách nhau vài tiếng đồng hồ. Tuyến Trillium của hệ thống O-Train tại Ottawa cũng chạy các đoàn tàu chở hàng ở một số khung giờ nhất định.

## So sánh với các loại hình vận tải đường sắt khác
Với đa dạng các kiểu vận hành và công nghệ điều khiển tàu, LRT đem lại sự tự do lớn nhất so với bất cứ hệ thống đường sắt nào khác về mặt thiết kế, kỹ thuật và quy trình vận hành. Thách thức trong việc thiết kế hệ thống đường sắt nhẹ là phải xác định được tiềm năng của LRT để cung cấp dịch vụ nhanh chóng, thoải mái cho hành khách, nhưng cũng phải tránh được vấn đề thiết kế quá mức khiến chi phí bị đội lên vượt mức cần thiết.
| Loại hình              | Khác biệt |
| ---------------------- | --- |
| Metro/Tàu điện ngầm    | Các phương tiện đường sắt nhẹ (LRV) được phân biệt với phương tiện vận tải đường sắt nhanh (RRT) bởi khả năng vận hành trên phần đường hỗn hợp, kết quả là đoàn tàu được thiết kế nhỏ gọn hơn để chạy trong môi trường giao thông trên đường phố. Với kích thước và bán kính quay lớn, cùng với việc thường xuyên sử dụng ray thứ ba cho mục đích dẫn điện, các phương tiện RRT không thể chạy trên đường phố. Nhờ thiết kế vận hành được trên các con đường có sẵn, các hệ thống LRT thường tiết kiệm chi phí hơn so với RRT bởi chúng không đòi hỏi phải xây dựng những đoạn đường phân mức dưới ngầm hay trên cao. |
| Xe điện mặt đất        | Ngược lại, LRV thường vượt trội so với xe điện mặt đất truyền thống về mặt công suất và tốc độ tối đa, và hầu hết những mẫu LRV hiện đại đều được trang bị công nghệ động lực phân tán. Thế hệ LRV mới nhất sở hữu kích thước lớn hơn và tốc độ cao hơn đáng kể, thường có chiều dài 29 mét (95 ft 1+3⁄4 in) với tốc độ tối đa khoảng 105 kilômét trên giờ (65,2 mph). |
| Xe điện mặt đất di sản | Một biến thể được nhiều thành phố cân nhắc là sử dụng các toa xe cũ, mang dáng vẻ cổ kính trên hệ thống xe điện mặt đất thay vì những mẫu LRV hiện đại. Một hệ thống xe điện mặt đất di sản có thể không sở hữu công suất và tốc độ của LRV, nhưng sẽ làm tăng thêm vẻ đẹp cũng như giá trị lịch sử cho khu vực. |
| Metro nhẹ              | Một biến thể của LRT là vận tải đường sắt nhanh nhẹ (LRRT), hay còn gọi là metro nhẹ. Các hệ thống đường sắt như vậy có đặc điểm là chạy trên phần đường riêng biệt, sở hữu hệ thống điều khiển tàu tiên tiến, có khả năng chạy với tần suất cao, và cho phép hành khách lên xuống cùng mức. Chúng có thể đạt mức công suất chuyên chở hành khách như các hệ thống metro hoàn chỉnh, nhưng có chi phí xây dựng rẻ hơn nhờ sử dụng các LRV với kích thước nhỏ hơn, cho phép khả năng bẻ cua và leo dốc tốt hơn các phương tiện RRT tiêu chuẩn, đồng thời giảm thiểu được quy mô của các nhà ga. |
| Interurban             | Thuật ngữ interurban chủ yếu dùng để chỉ các toa tàu không chỉ chạy trên đường phố giống như xe điện mặt đất thông thường, mà còn chạy giữa các thành phố hoặc thị trấn, thường là thông qua môi trường nông thôn. Vào thời kỳ 1900–1930, interurban rất phổ biến tại Hoa Kỳ, đặc biệt là tại vùng Trung Tây. Một số hệ thống, như Red Devils, J. G. Brill Bullets, và Electroliners, đã được coi là đường sắt cao tốc vào thời điểm đó, với vận tốc khai thác lên tới khoảng 145 km/h (90 mph). Tại châu Âu, interurban đang quay trở lại với tên gọi "tram-train" (mỗi địa phương có thể có những tên gọi khác) hoạt động trên cả đường ray chính tuyến và đường sắt nhẹ, thường với điện áp khác nhau. Karlsruhe Stadtbahn là một ví dụ điển hình. |

### Đoàn tàu điển hình
Trong bảng dưới đât, toa xe BART không thường được coi là phương tiện "đường sắt nhẹ" (thực chất đây là phương tiện đường sắt nặng), và chỉ xuất hiện với mục đích so sánh.
| Loại hình            | Metro (đường sắt nặng)    | Đường sắt nhẹ                            | Xe điện mặt đất                        | Xe điện mặt đất di sản     |
| Nhà sản xuất         | Rohr                      | Siemens                                  | Skoda                                  | Gomaco Trolley Co.         |
| Mẫu                  | BART A-Car                | S70                                      | 10T                                    | Replica Birney             |
| Chiều rộng           | 3,2 mét (10 ft 6 in)      | 2,7 mét (8 ft 10+1⁄4 in)                 | 2,6 mét (8 ft 6+3⁄8 in)                | 2,62 mét (8 ft 7+1⁄8 in)   |
| Chiều dài            | 22,9 mét (75 ft 1+5⁄8 in) | 27,7 mét (90 ft 10+1⁄2 in) (có khớp nối) | 20,13 mét (66 ft 1⁄2 in) (có khớp nối) | 15,16 mét (49 ft 8+7⁄8 in) |
| Trọng lượng (rỗng)   | 63,1 t                    | 48,6 t                                   | 28,8 t                                 | 23,5 t                     |
| Sức chứa             | Tối đa 150                | 72 ghế, tối đa 220                       | 30 ghế, tối đa 157                     | 40 ghế, tối đa 50          |
| Tốc độ tối đa        | 125 km/h (77,7 mph)       | 106 km/h (65,9 mph)                      | 70 km/h (43,5 mph)                     | 48 km/h (29,8 mph)         |
| Cấu hình thường dùng | 4–10 toa                  | 2–5 toa                                  | 1 toa                                  | 1 toa                      |

### Chiều cao sàn tàu
Các mẫu LRV sàn thấp có lợi thế là cho phép hành khách lên xuống trực tiếp từ những ke ga có chiều cao thấp, có thể chỉ cao hơn một chút so với lề đường. Các hệ thống đường sắt nhẹ sàn cao cũng tồn tại, đòi hòi những nhà ga lớn hơn.

## Cơ sở vật chất

### Khổ đường ray
Trong lịch sử, các hệ thống đường sắt nhẹ có nhiều biến thể sử dụng những khổ đường ray khác nhau, trong đó nhiều hệ thống ban đầu sử dụng đường sắt khổ hẹp. Tuy nhiên, hầu hết hệ thống đường sắt nhẹ hiện nay đều sử dụng khổ tiêu chuẩn. Những đoàn tàu khổ tiêu chuẩn cũ không thể dễ dàng ôm những khúc cua gắt như tàu khổ hẹp, nhưng các hệ thống đường sắt nhẹ hiện đại có thể đạt bán kính quay nhỏ hơn bằng cách sử dụng đoàn tàu có khớp nối giữa các toa. Một lợi thế quan trọng của khổ tiêu chuẩn đó là có thể sử dụng các trang thiết bị đường sắt tiêu chuẩn, thay vì phải sử dụng thiết kế riêng. Sử dụng khổ tiêu chuẩn cũng cho phép đoàn tàu đường sắt nhẹ di chuyển trên cùng đường ray với đường sắt chở hàng. Ngoài ra, khổ đường sắt rộng hơn cung cấp thêm không gian bên dưới sàn tàu cho việc thiết kế các mẫu xe điện mặt đất sàn thấp; điều này đặc biệt quan trọng cho việc tiếp cận của những hành khách sử dụng xe lăn, bởi với khổ đường ray hẹp (ví dụ như khổ 1 mét), không gian đi lại trong tàu bị giới hạn do phải nhường chỗ cho bánh xe, từ đó có thể khiến cho những người dùng xe lăn không có chỗ di chuyển. Hơn nữa, các đầu máy toa xe khổ tiêu chuẩn có thể được tạm thời hoặc vĩnh viễn điều chuyển giữa các mạng lưới, đồng thời những mẫu tàu khổ tiêu chuẩn cả ở dạng mới lắp ráp và đã qua sử dụng đều có giá thành rẻ hơn và được nhiều công ty cung cấp hơn.

## So sánh với giao thông đường bộ

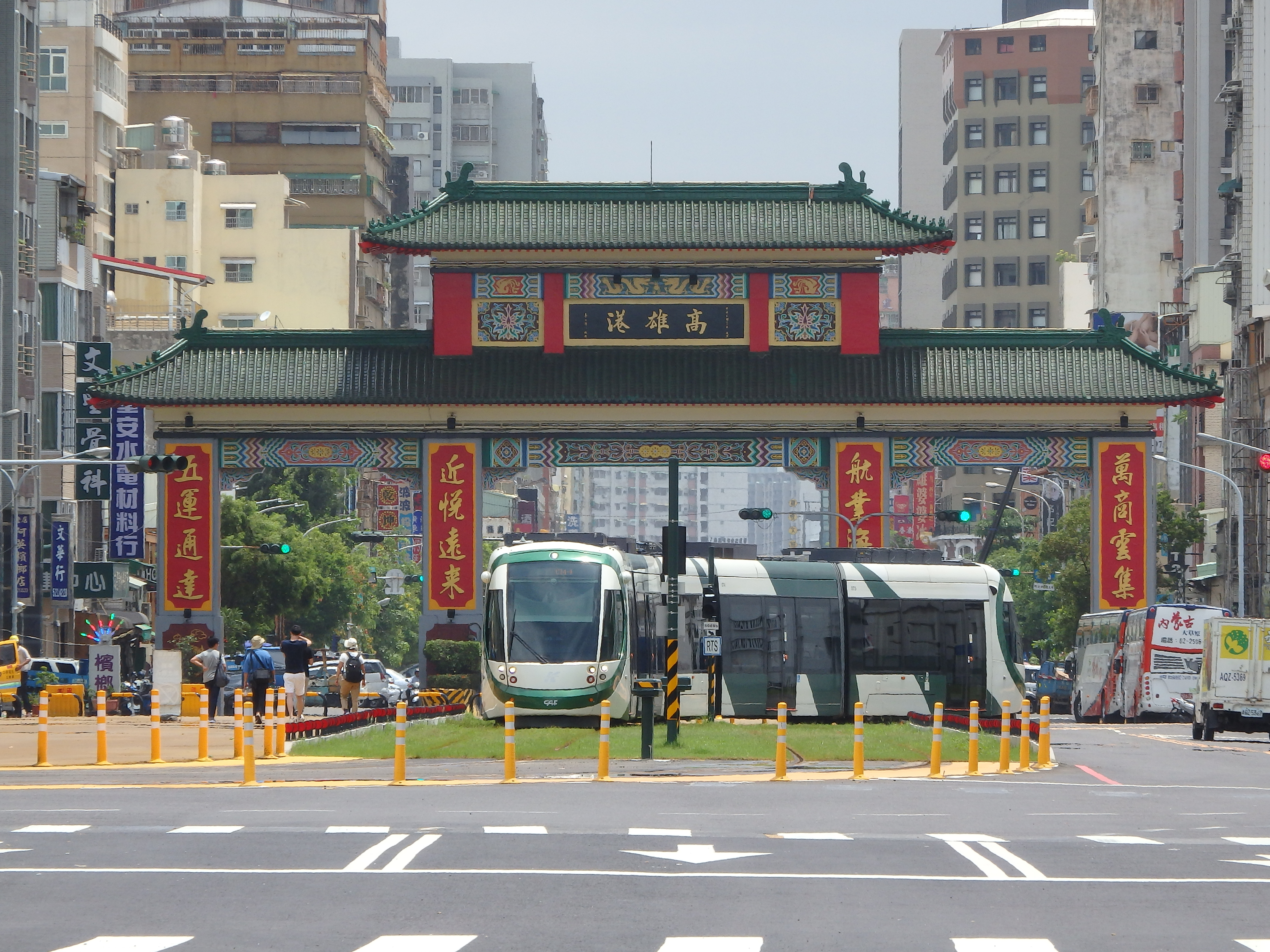
Tuyến đường sắt nhẹ Vòng tròn tại Cao Hùng, Đài Loan

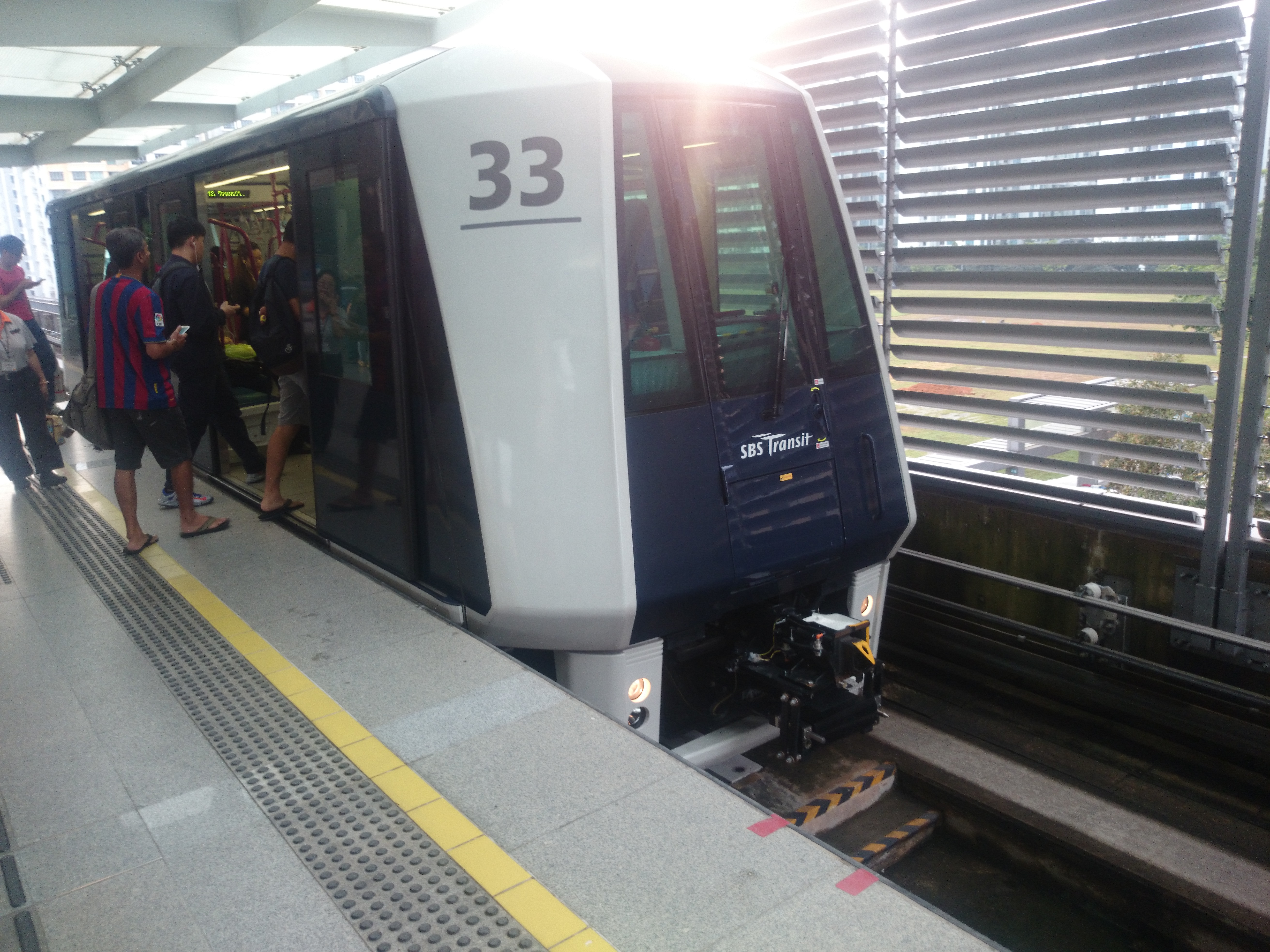
Một đoàn tàu Crystal Mover APM đang đón trả khách

## Chi phí xây dựng và vận hành

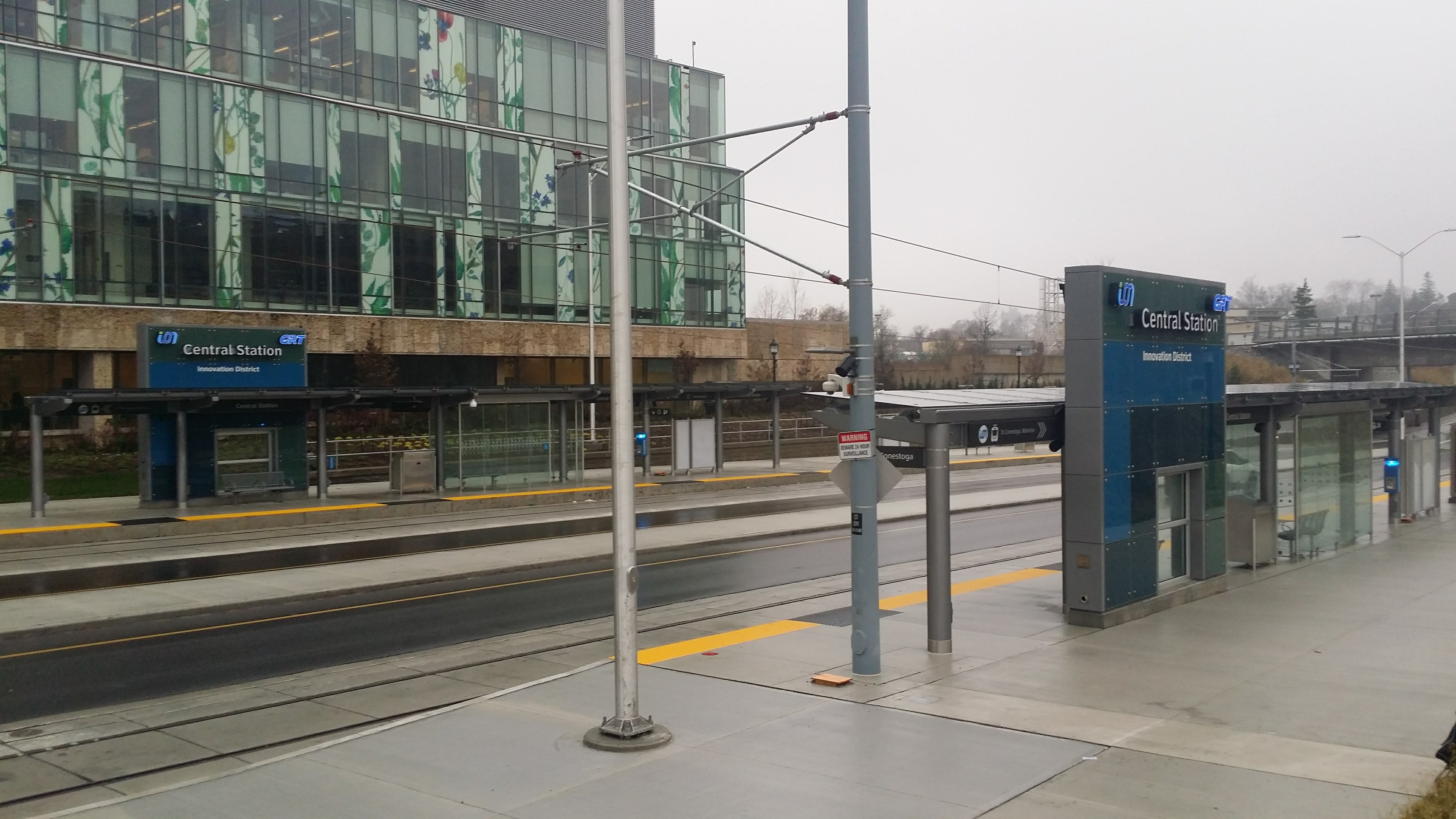
Hệ thống Ion mới tại Ontario đã thúc đẩy rất nhiều dự án phát triển đô thị dọc tuyến trước cả khi được mở cửa

## Các hệ thống xe điện mặt đất và đường sắt nhẹ trên thế giới

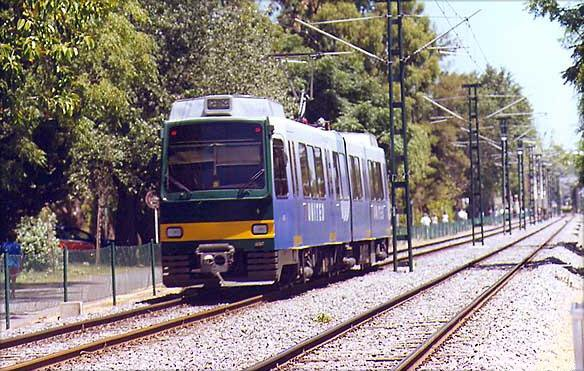
Tuyến Tren de la Costa tại Vùng đô thị Buenos Aires
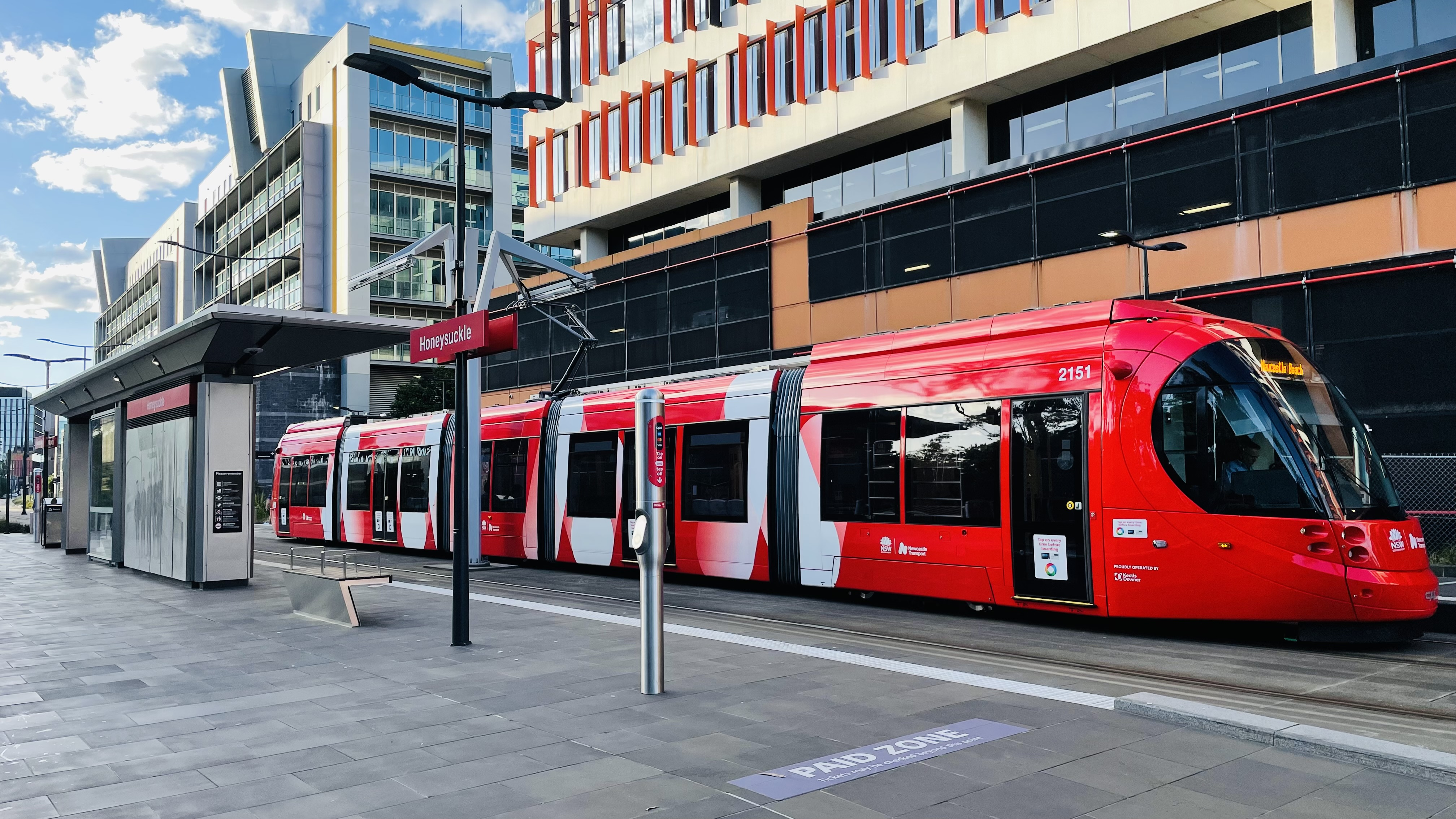
Một đoàn tàu của Đường sắt nhẹ Newcastle tại khu đô thị Honeysuckle, Newcastle, New South Wales
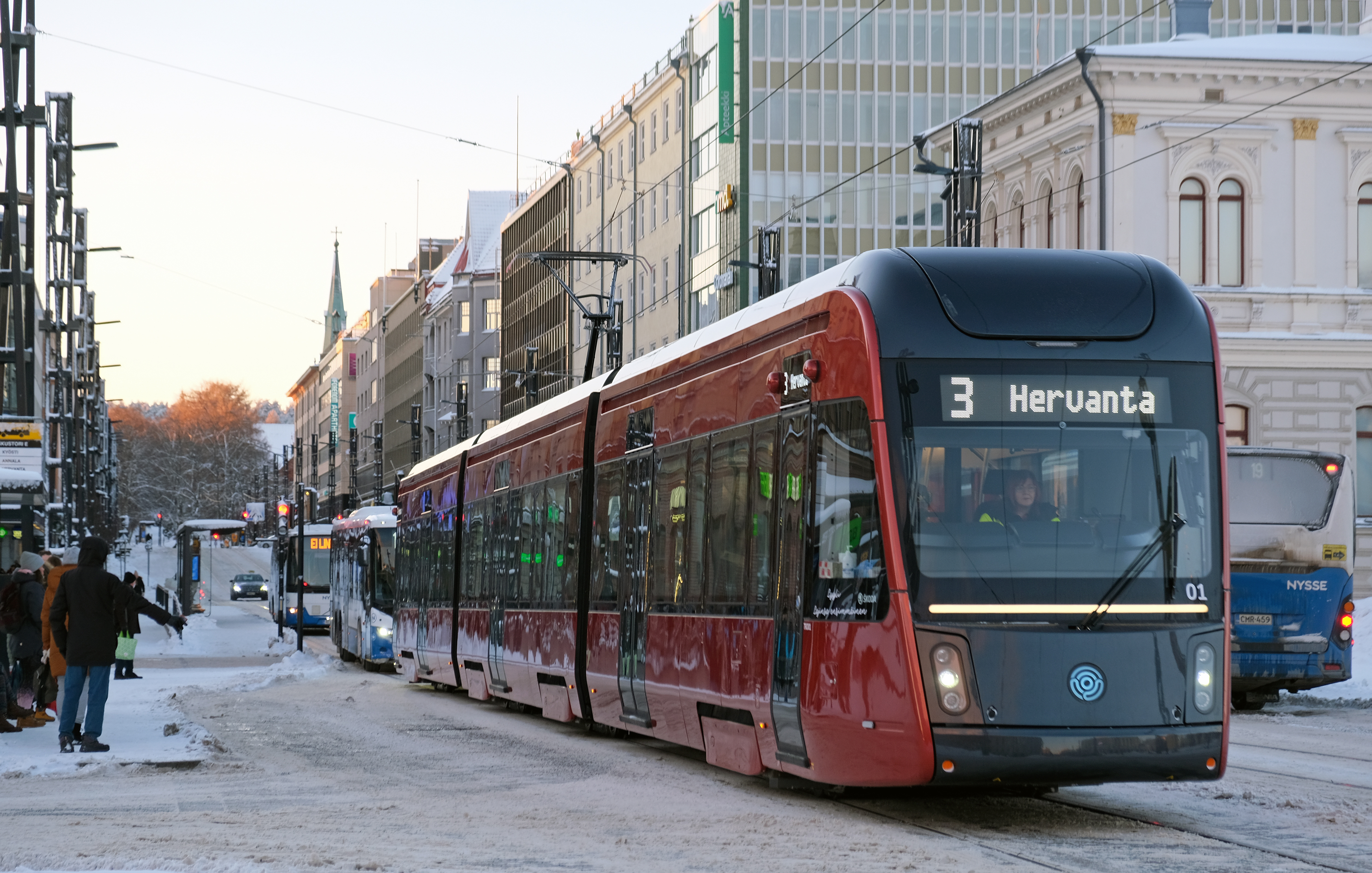
Một đoàn tàu đường sắt nhẹ trên phố Hämeenkatu tại Tampere
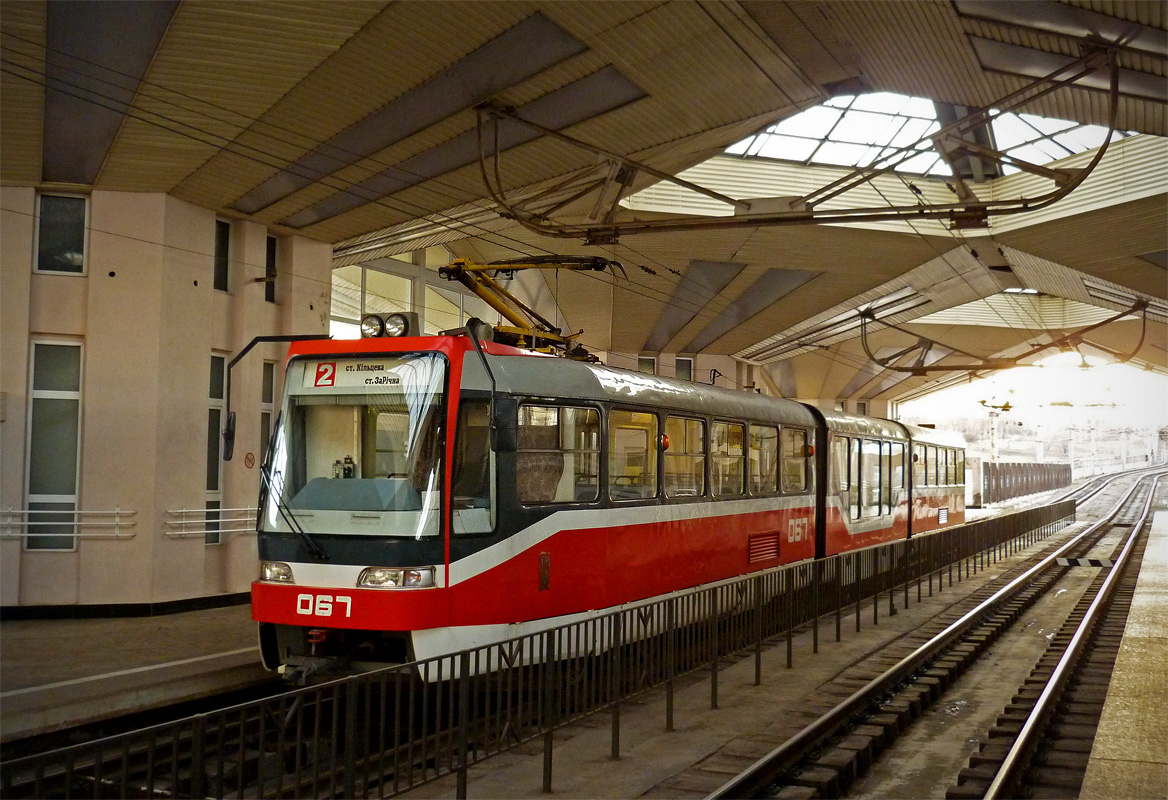
Hệ thống metrotram tại Kryvyi Rih (Ukraina) được tách biệt khỏi đường phố, nhưng sau đó đã được nâng cấp để tương thích với mạng lưới xe điện mặt đất thông thường.
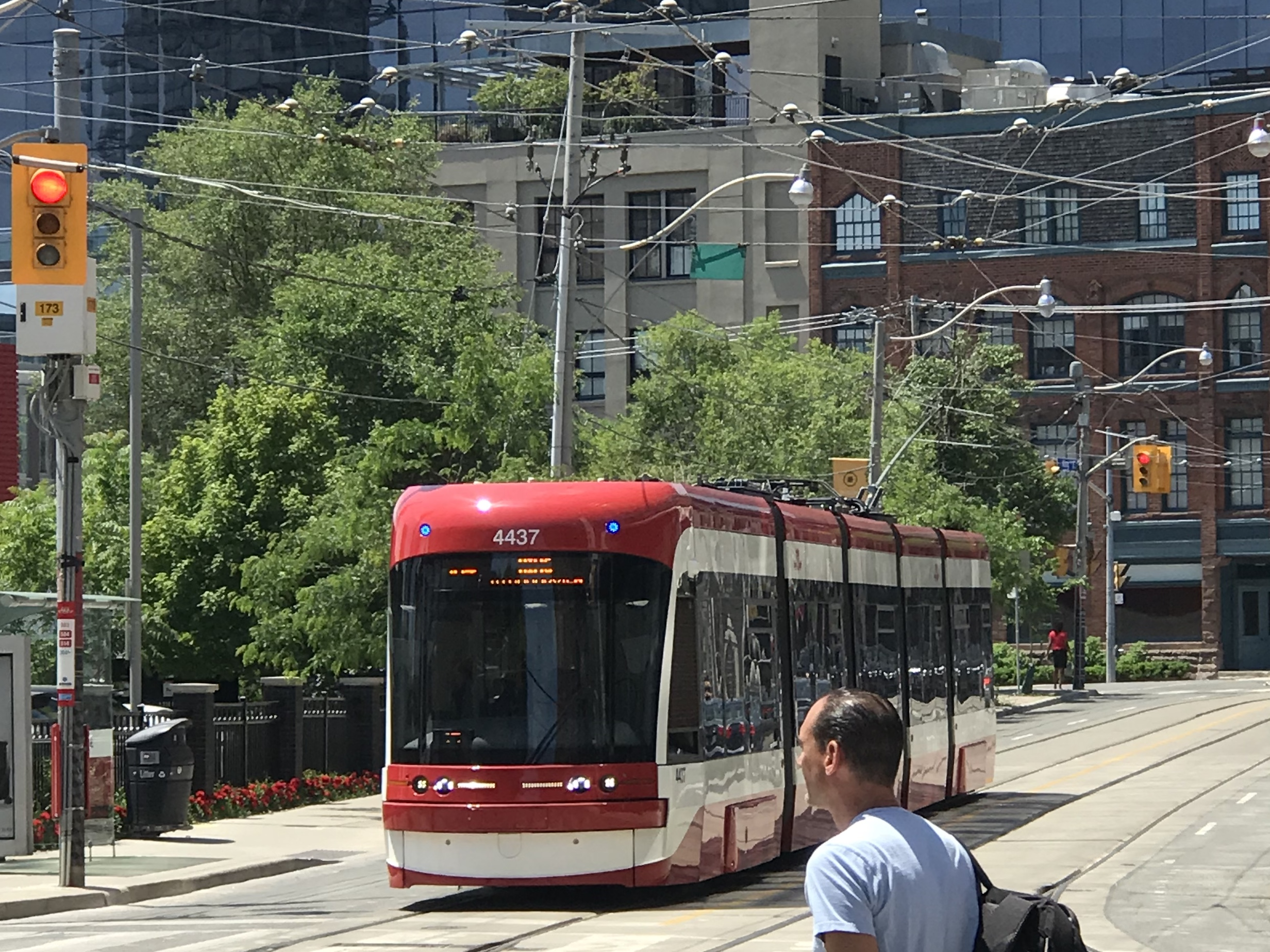
Một đoàn tàu đường sắt nhẹ thuộc hệ thống xe điện mặt đất TTC tại Toronto
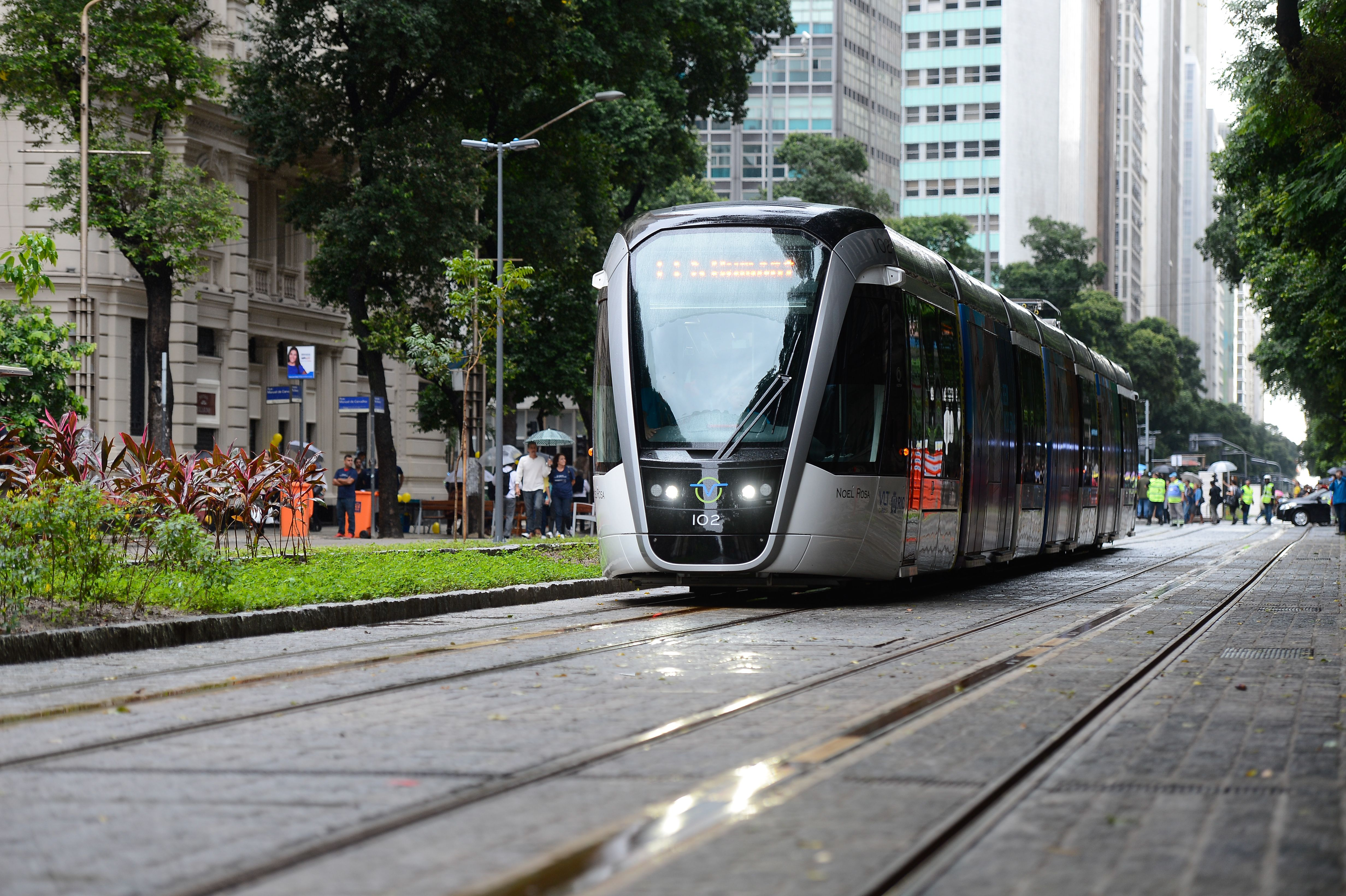
Một đoàn tàu đường sắt nhẹ của VLT Carioca trên Đại lộ Rio Branco tại Rio de Janeiro, Brasil
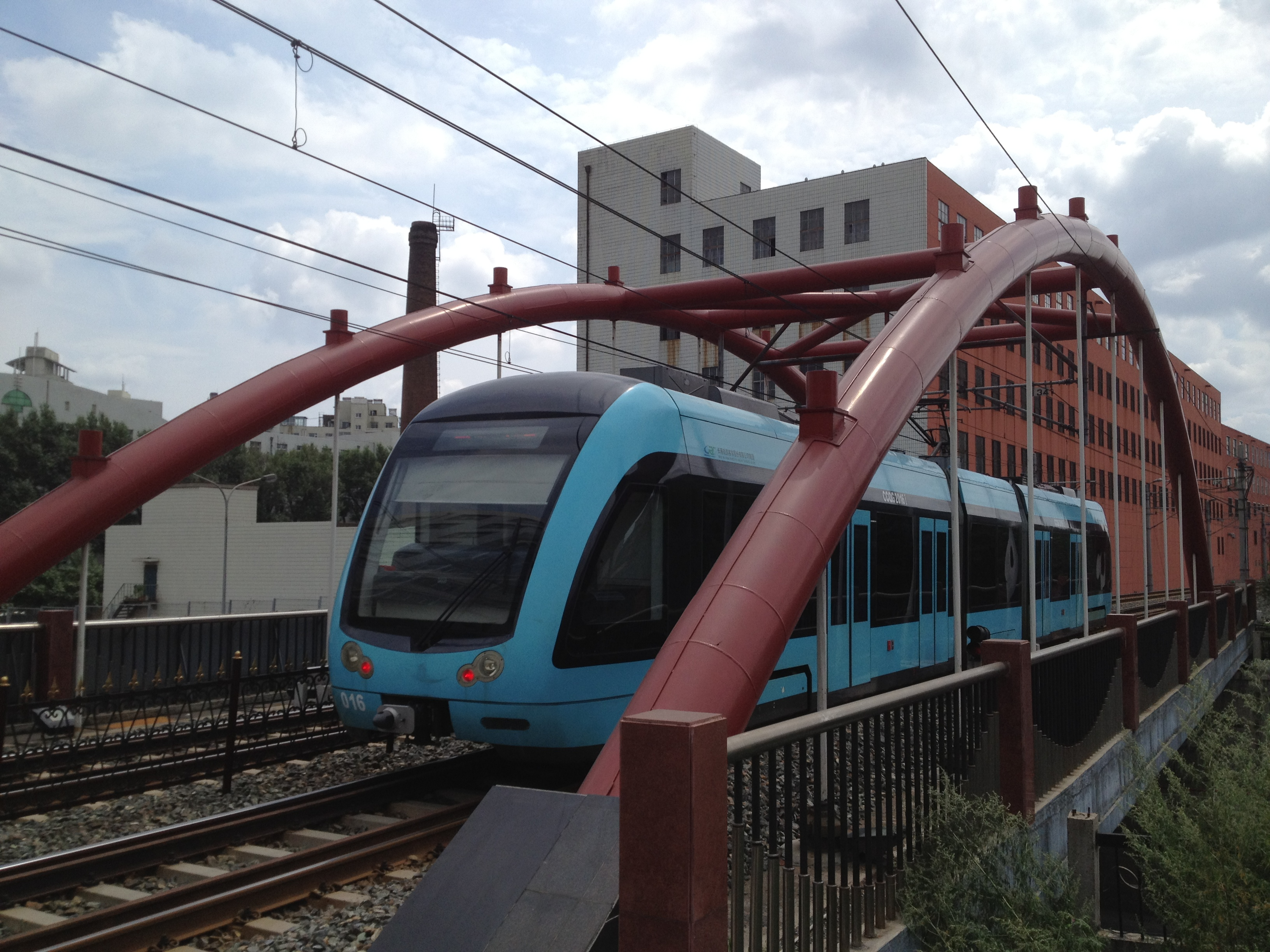
Một đoàn tàu đường sắt nhẹ của Đường sắt đô thị Trường Xuân tại Trường Xuân, Trung Quốc
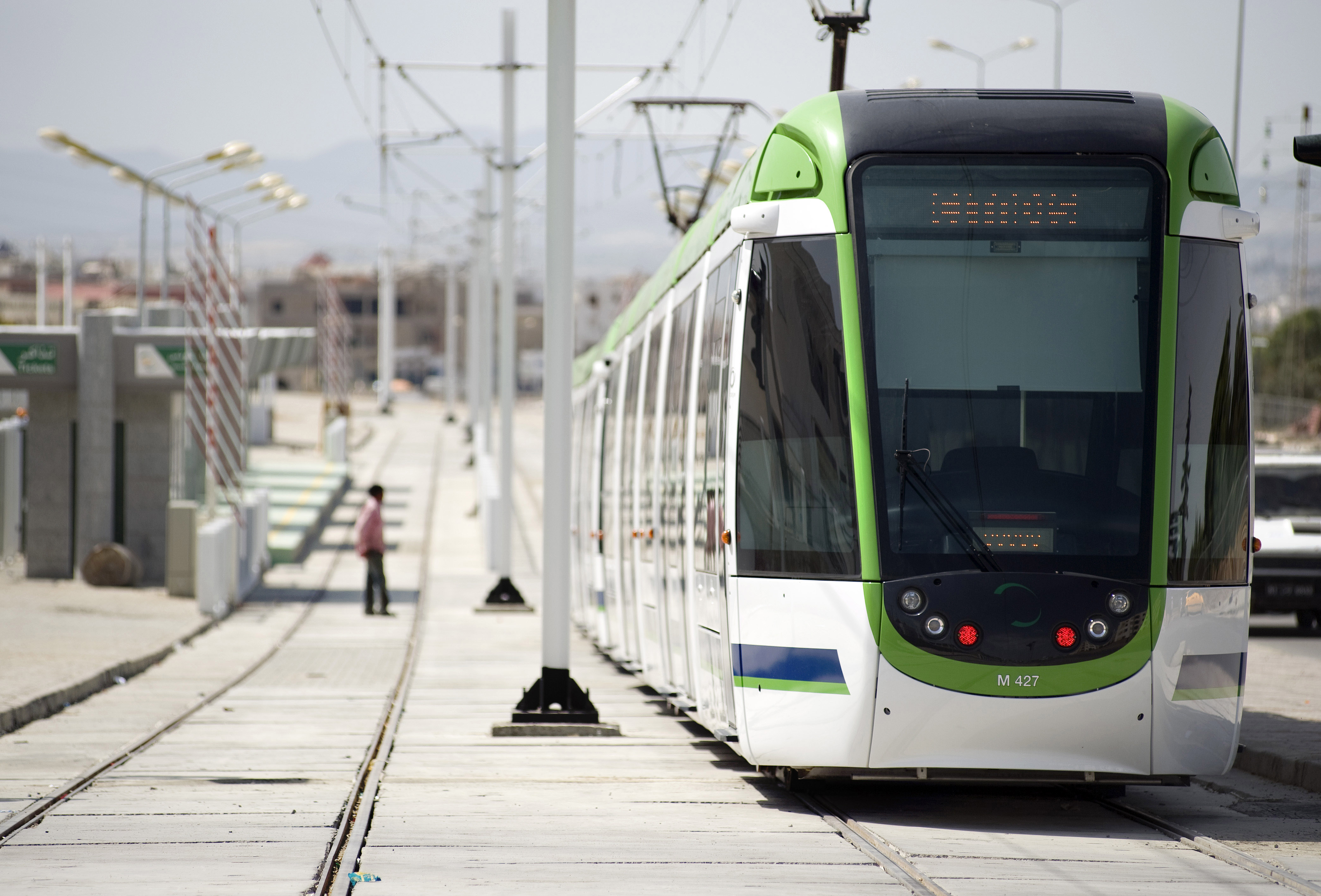
Hệ thống đường sắt nhẹ tại Tunis, Tunisia là hệ thống đường sắt nhẹ đầu tiên tại châu Phi